# The Sexorcist
Albums de Necro
The Pre-Fix for Death
(2001) Death Rap
(2007)
The Sexorcist est le quatrième album studio de Necro, sorti le 2 août 2005. 
On retrouve nombreux acteurs et actrices pornographiques en featuring sur l'album parmi lesquels Ron Jeremy, Joey Silvera, Jerry Butler, Brittany Andrews, Katja Kassin ou encore Katsumi.

## Liste des titres
| No  | Titre                                                                              | Contient un (des) sample(s) de                  | Durée |
| --- | ---------------------------------------------------------------------------------- | ----------------------------------------------- | ----- |
| 1.  | Who's Ya Daddy?                                                                    | Time of the Season des Zombies                  | 3:19  |
| 2.  | Pussy Is My Weakness (featuring Antwon Lamar Robinson)                             |                                                 | 3:18  |
| 3.  | Whore (featuring Joey Silvera)                                                     |                                                 | 4:07  |
| 4.  | Edge Play (featuring Ill Bill, Mr. Hyde, Mitch Matlock et Katja Kassin)            |                                                 | 5:42  |
| 5.  | Suckadelic (featuring Jenny « Shirley Bassey » Van Houten)                         | Kidnapping de Karl Heinz Schäfer                | 3:18  |
| 6.  | Ron Jeremy (Skit) (Interprété par Ron Jeremy)                                      |                                                 | 0:30  |
| 7.  | You Bitches Love to Get Fucked in the Ass (featuring Avy Lee Roth)                 |                                                 | 3:00  |
| 8.  | Piss                                                                               | Anna's Song de Marvin Gaye                      | 1:45  |
| 9.  | Katsumi (Skit) (Interprété par Katsumi)                                            |                                                 | 0:18  |
| 10. | Out the Pocket (featuring Maya)                                                    | Grigio Perla de Gianfranco Plenizio             | 3:08  |
| 11. | Brittany Andrews (Skit) (Interprété par Brittany Andrews)                          |                                                 | 0:23  |
| 12. | She's Got a Great Ass! (featuring Ill Bill et Jerry Butler)                        |                                                 | 3:10  |
| 13. | I Wanna Fuck (featuring Jenny Krenwinkle, The Other Manson Whores et Eve Laurence) | I Wanna Rock de Twisted Sister                  | 2:48  |
| 14. | Van Styles (Skit) (Interprété par Van Styles)                                      |                                                 | 0:21  |
| 15. | We Fuck Virgins (featuring Sabac et Antwon Lamar Robinson)                         |                                                 | 3:16  |
| 16. | Horny Honeys (featuring Goretex et Debbie Mercado)                                 | Pulstar de Vangelis                             | 3:30  |
| 17. | Ron Jeremy vs. Jerry Butler (Skit) (Interprété par Ron Jeremy et Jerry Butler)     |                                                 | 0:52  |
| 18. | I Remain Stiff (featuring Manson Whore et Dick Nasty)                              |                                                 | 2:22  |
| 19. | The Sexpert (featuring Alexis Malone)                                              |                                                 | 4:17  |
| 20. | I Degrade You (featuring Ill Bill)                                                 |                                                 | 2:58  |
| 21. | Vaginal Secretions                                                                 | Pazuzu de Tony Silvester and The New Ingredient | 3:29  |
| 22. | Ron & Jerry (Outro) (Interprété par Ron Jeremy et Jerry Butler)                    |                                                 | 0:15  |

| 23. | You Ho (Remix)                 | Hello, I Love You des Doors | 2:22 |
| 24. | Broads Verse                   |                             | 0:50 |
| 25. | Black Hole Verse               |                             | 1:03 |
| 26. | Lanny Barbie Verse             |                             | 1:47 |
| 27. | Fucking 50 Bitches             |                             | 6:36 |
| 28. | DNA Test Verse                 |                             | 1:56 |
| 29. | She's Got a Great Ass! (Remix) |                             | 2:58 |
| 30. | Lanny Barbie Theme             |                             | 2:50 |
| 31. | Jade                           |                             | 1:32 |